# Cantone di Beauvais-1
Il Cantone di Beauvais-1 è una divisione amministrativa dell'Arrondissement di Beauvais.
È stato costituito a seguito della riforma approvata con decreto del 20 febbraio 2014, che ha avuto attuazione dopo le elezioni dipartimentali del 2015.
Comprende parte della città di Beauvais e i 7 comuni di:
- Fouquenies
- Herchies
- Milly-sur-Thérain
- Le Mont-Saint-Adrien
- Pierrefitte-en-Beauvaisis
- Saint-Germain-la-Poterie
- Savignies